# 초매개변수
초매개변수 또는 하이퍼파라미터(Hyperparameter)는 베이즈 통계학에서 사전 분포의 매개변수이다. 이 용어는 분석 중인 기본 시스템에 대한 모델의 매개변수와 이를 구별하는 데 사용된다.
예를 들어 베르누이 분포의 모수 p 분포를 모형화하기 위해 베타 분포를 사용하는 경우 다음과 같다.
- p는 기본 시스템(베르누이 분포)의 매개변수이며,
- α 및 β는 사전 분포(베타 분포)의 매개변수이므로 초매개변수이다.

주어진 하이퍼파라미터에 대해 단일 값을 취할 수도 있고, 하이퍼프라이어(hyperprior)라고 불리는 하이퍼파라미터 자체에 대한 확률 분포를 반복하여 얻을 수도 있다.

## 목적
확률 분포의 매개변수 계열에서 나오는 사전 분포를 자주 사용한다. 이는 명시성을 위해 부분적으로 수행된다(따라서 임의의 함수를 생성하려고 시도하는 대신 분포를 기록하고 하이퍼 매개변수를 변경하여 형식을 선택할 수 있음). 부분적으로는 특히 켤레사전법이나 민감도 분석에서 초매개변수를 변경할 수 있다.